# Sopwith Camel
Sopwith Camel var ett brittiskt enmotorigt flygplan (biplan) som användes i första världskriget. Modellen började produceras 1916, de första planen var färdiga i december det året. Totalt producerades ungefär 6000 exemplar av modellen. I juli 1917 började planet användas på västfronten.

## Konstruktion
Sopwith Camel var ett av de mest manövrerbara flygplan som någonsin funnits, men därigenom också mycket svårhanterat och antalet flygare som dog i olyckor var nästan lika stort som antalet som blev nedskjutna. 
Manöverbarheten berodde delvis på att motorn, piloten, kulsprutorna och bränsletanken - det vill säga ca 90% av planets vikt - var placerat inom de första 2,2 m av planets totala 5,7 m längd, samt den gyroskopiska effekten från den roterande motorn. Det sistnämnda gjorde också att planet var mycket snabbare i högersvängar än vänstersvängar, så till den grad att flera piloter i stället för att svänga 90° vänster valde att svänga 270° höger. 
Planet var bestyckat med 2 st 7.7 mm synkroniserade Vickerskulsprutor. Synkroniseringen innebar att man kunde skjuta genom propellern utan att träffa propellerbladen, vilket var en stor fördel i flygplan där piloten även var skytt eftersom kulsprutorna härvid kunde placeras direkt framför piloten, som då kunde sikta med högre precision, och dessutom lättare kunde komma åt att hantera dem vid exempelvis eldavbrott.

## Sopwith Camel i litteraturen
Seriefiguren Snobben flög Sopwith Camel i sin roll som världskrigsflygaress.
Ungdomsbokshjälten Biggles flög Sopwith Camel under första världskriget.

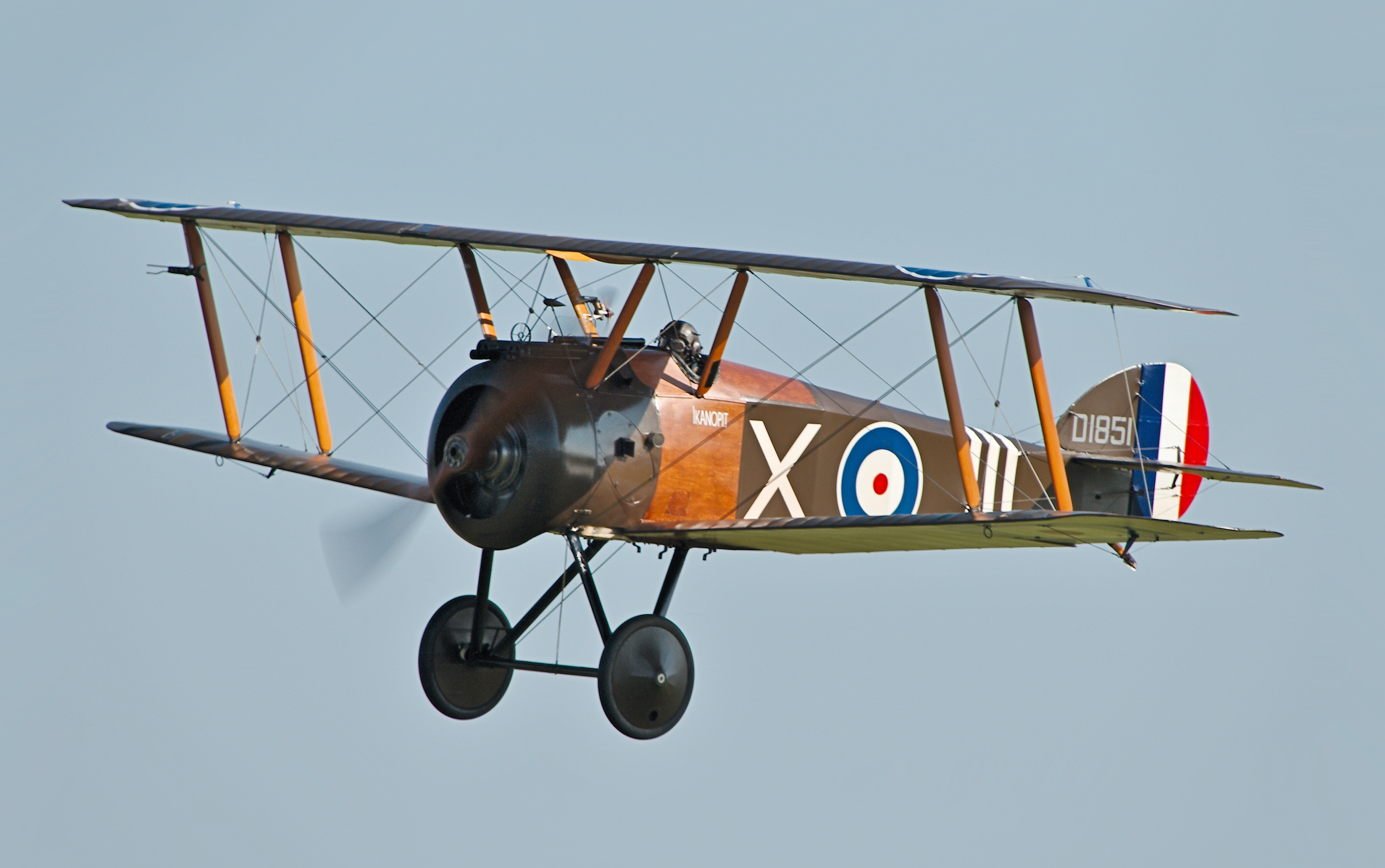
En Sopwith Camel på en flyguppvisning 2018.